# Brisbane (Kalifornia)
Brisbane – miasto w Stanach Zjednoczonych, w stanie Kalifornia, w hrabstwie San Mateo.